# Leptosiphon bicolor
Leptosiphon bicolor är en blågullsväxtart som beskrevs av Thomas Nuttall. Leptosiphon bicolor ingår i släktet Leptosiphon och familjen blågullsväxter. Inga underarter finns listade i Catalogue of Life.

## Bildgalleri

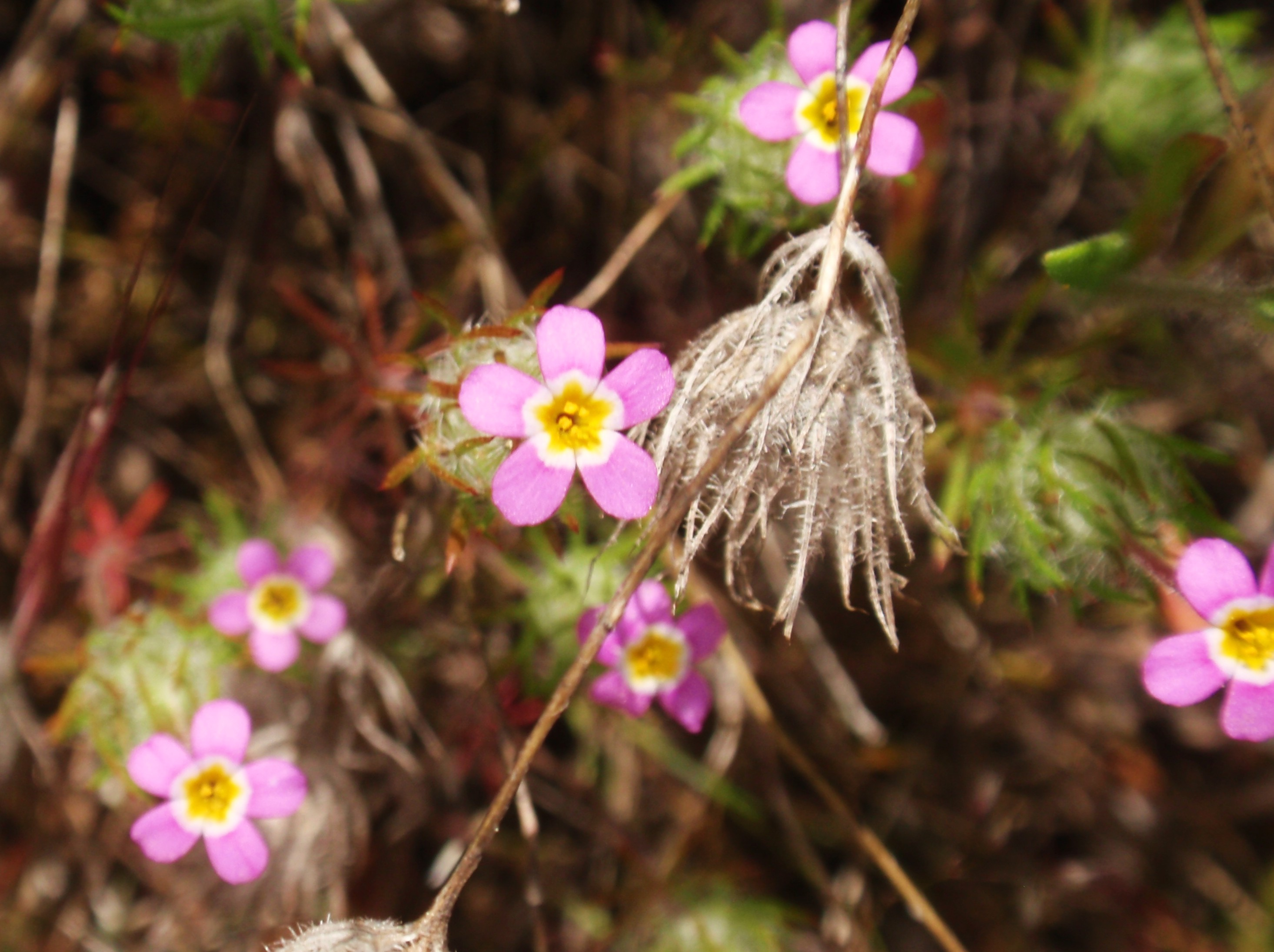
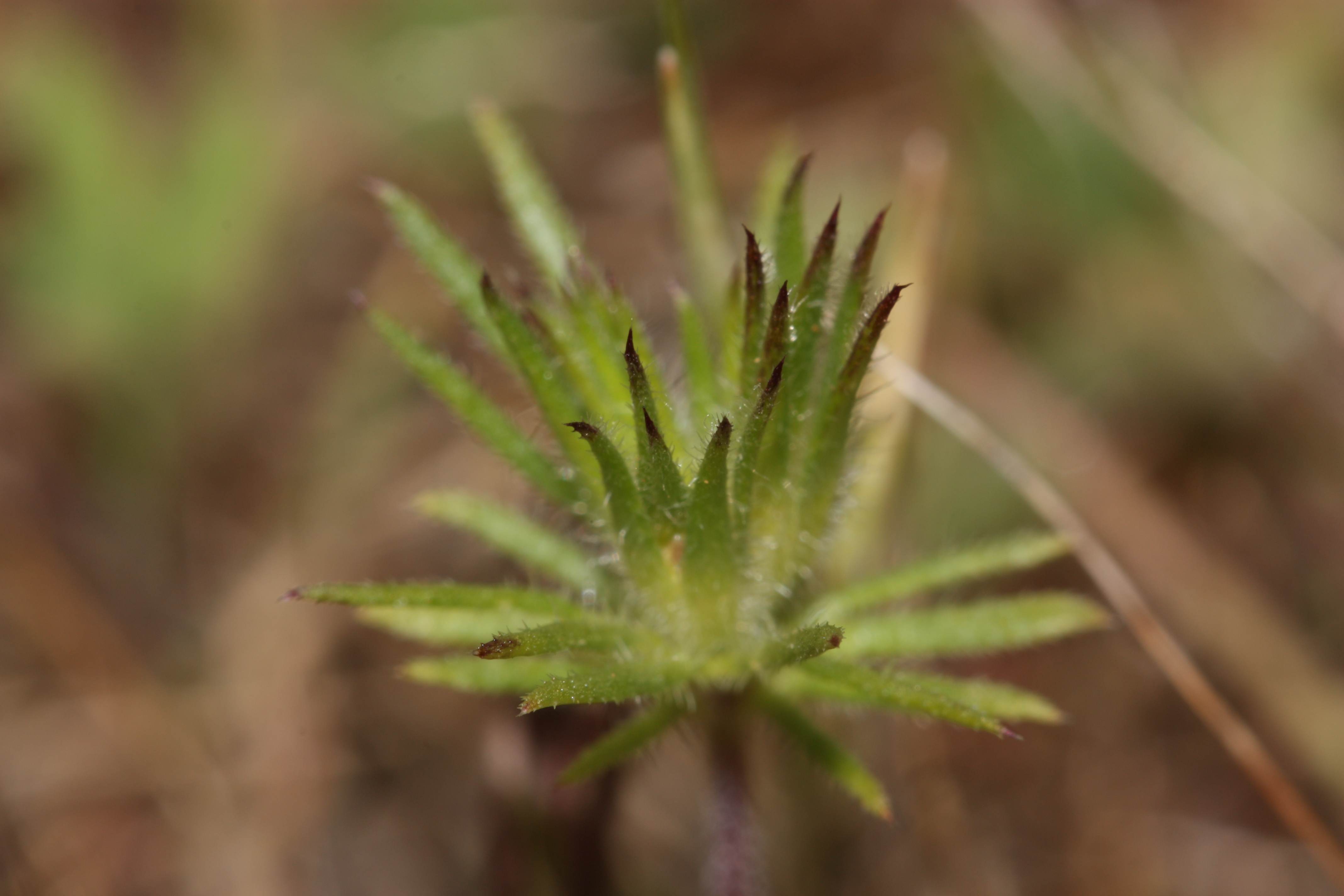
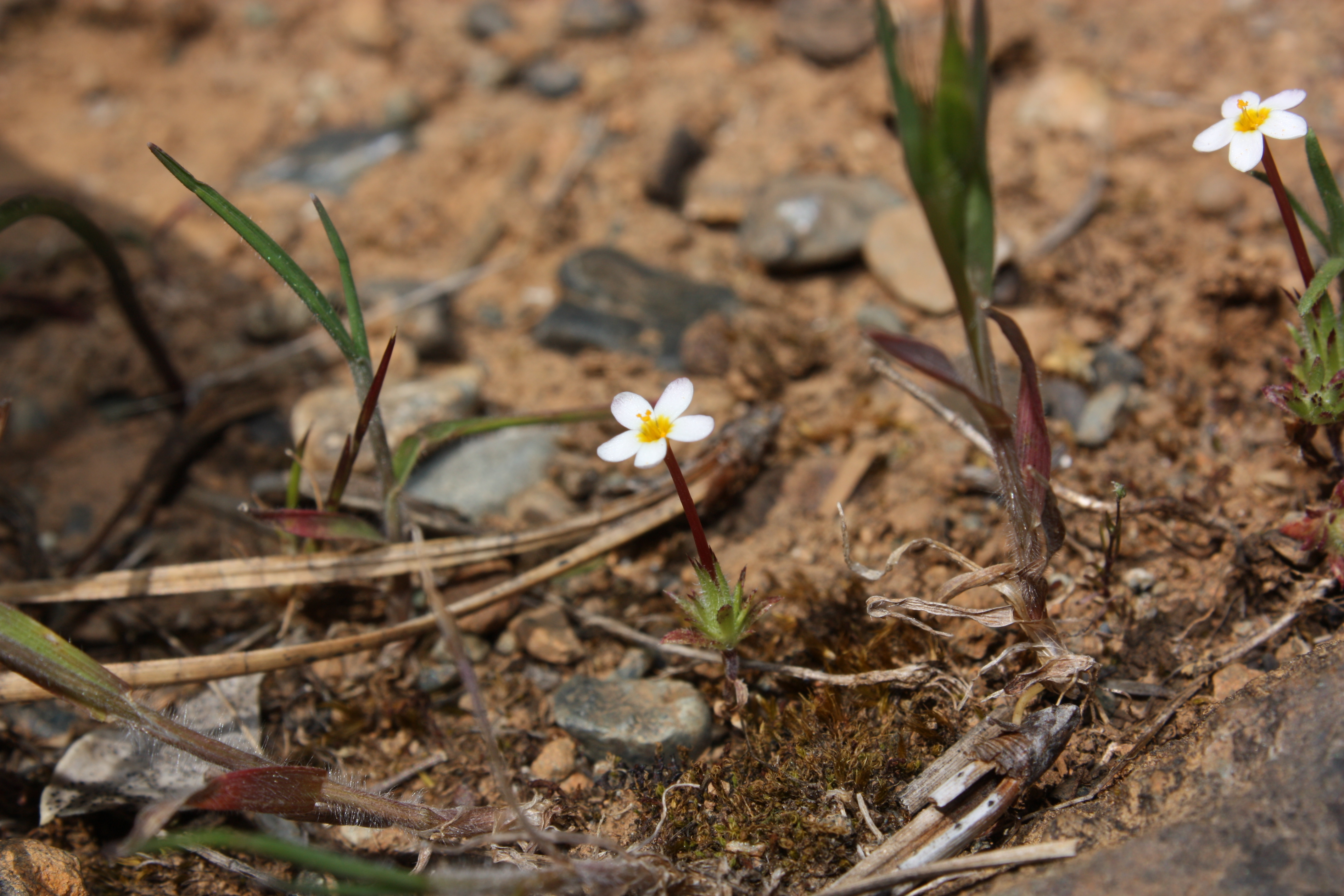
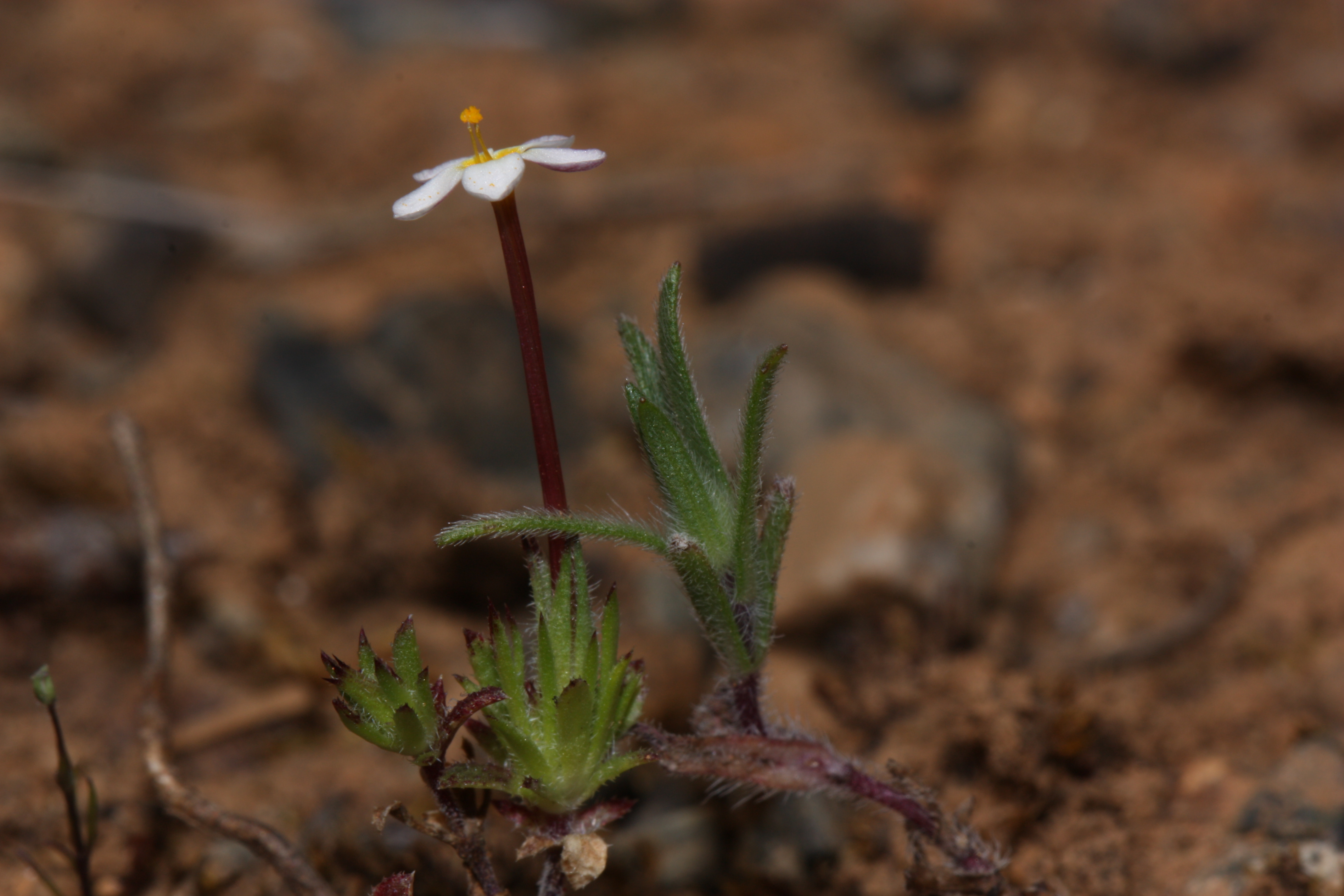
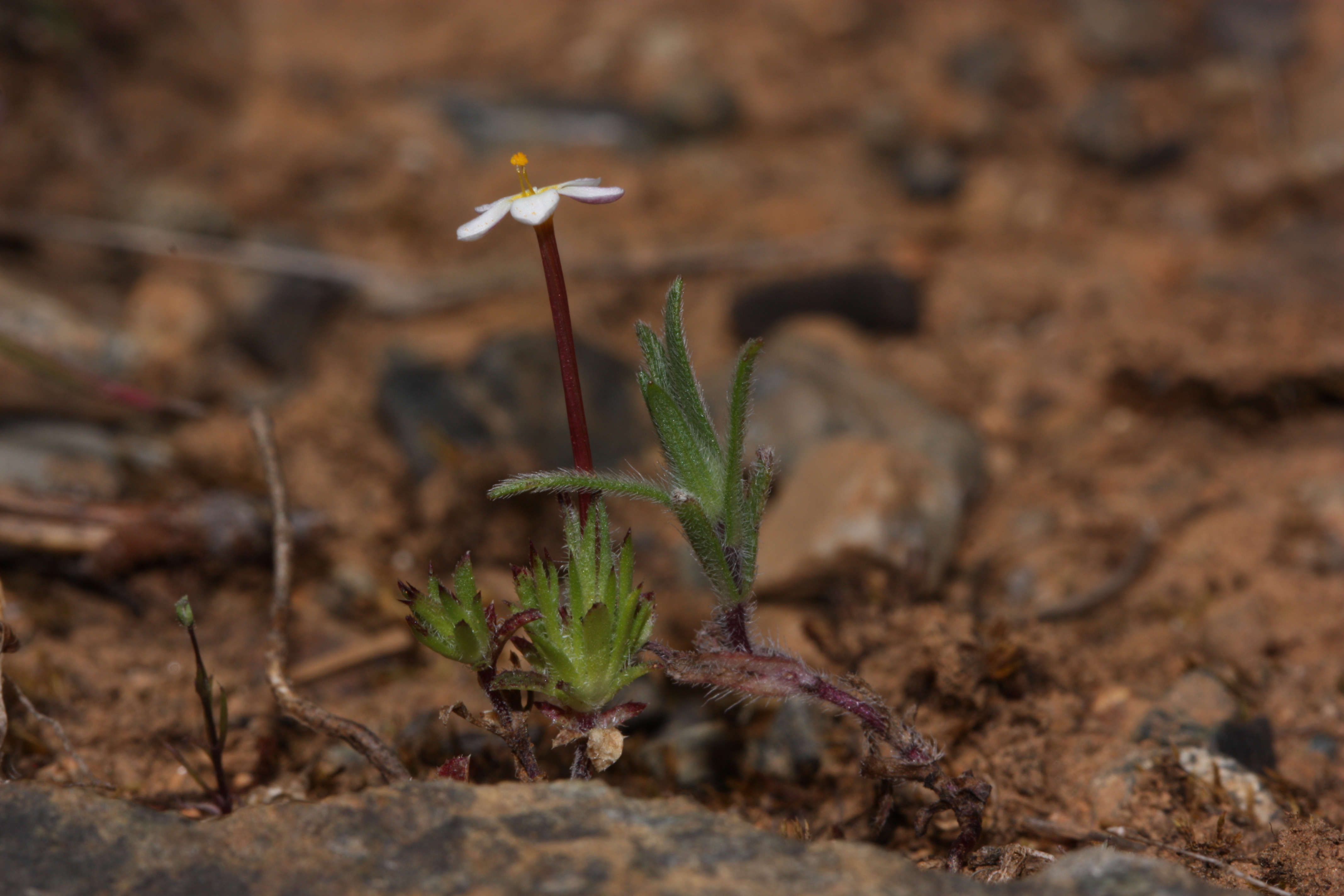
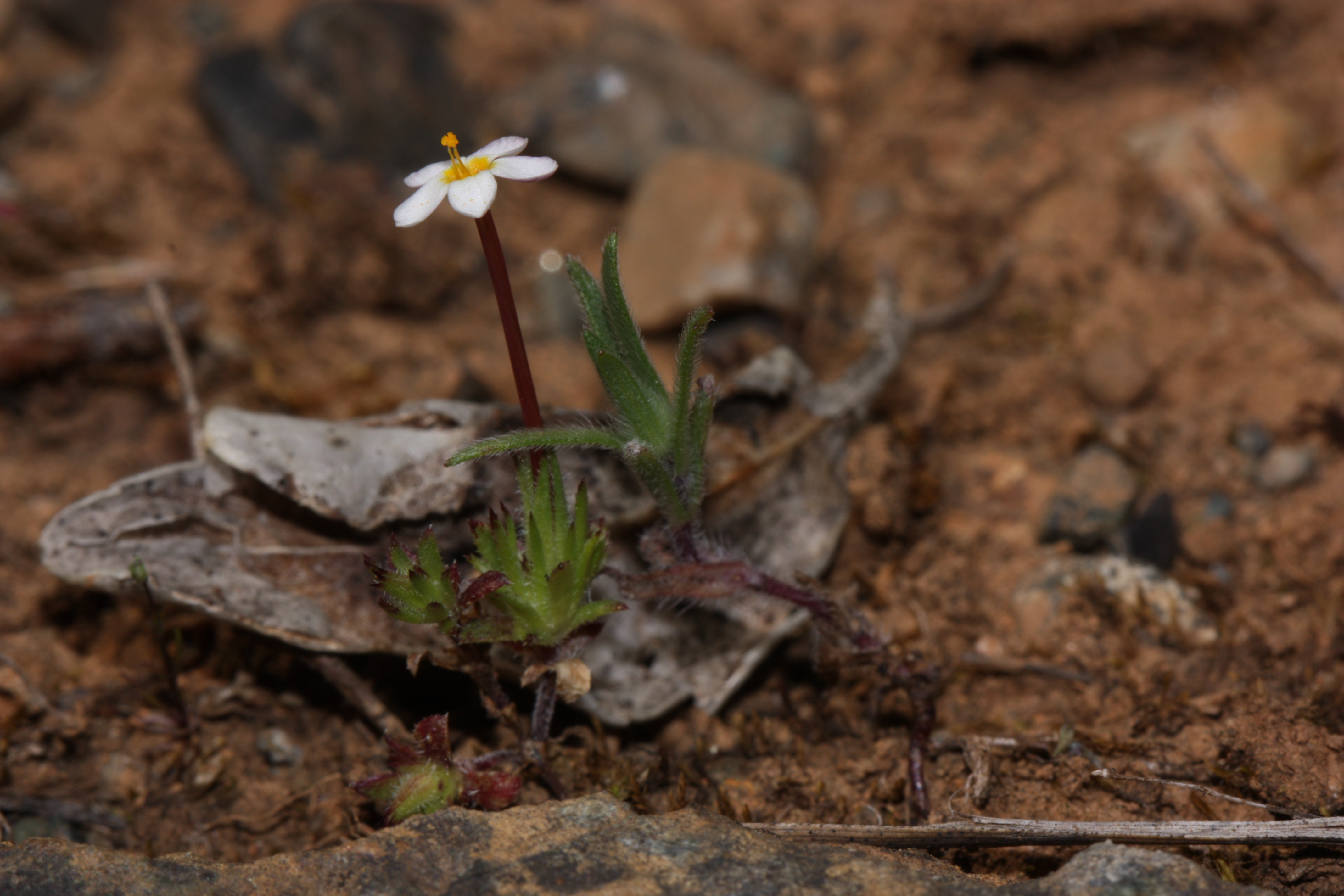